# بنك آسيا
تأسس بنك اسيا (بالتركية: Bank Asya)‏ في 24 أكتوبر 1996 مع مكتبها الرئيسي في إسطنبول، كبيت التمويل الخاص السادس في تركيا.  اسم الشركة، الذي كان في السابق
"Asya Finans Kurumu Anonim Şirketi" (شركة اسيا للتمويل
), تغير الي  "Asya Katilim Bankasi Anonim Şirketi" (بنك اسيا المشاركة.)في 20 ديسمبر، 2005.
بنك آسيا، برأسمال مبدئي قدره مليوني ليرة تركية ورأس مال مدفوع يبلغ 900 مليون ليرة تركية جديدة، لديه هيكل متعدد الشركاء يعتمد على رأس المال المحلي. في نهاية عام 2009 , بلغ إجمالي أصول بنك آسيا 14 مليار ليرة تركية جديدة. ارتفع بنك آسيا بنسبة 47 مركزًا في «أفضل 1000 تصنيف للبنك الدولي» لمجلة «ذا بانكر» في عام 2010، حيث ارتفع إلى 473 من 520. وفي الوقت نفسه، احتل بنك آسيا المرتبة 403 في «أفضل 500 علامة مصرفية في البنك». كما أصبح بنك آسيا أكبر بنك مشاركة في تركيا.[بحاجة لمصدر]